# Ingeborg von Hubatius-Himmelstjerna
Ingeborg von Hubatius-Himmelstjerna (geboren als Ingeborg von Samson-Himmelstjerna 11. Mai 1889 in Warbus, Livland, Russisches Kaiserreich; gestorben 16. September 1964 in Eßlingen am Neckar) war eine deutsche Schriftstellerin. Sie war verheiratet mit Karl Hubatius Ritter von Kottnow und trug auch dessen Namen.

## Leben
Ingeborg von Samson-Himmelstjerna war eine Tochter des Rittergutsbesitzers Harald von Samson-Himmelstjerna und der Margarete Gaehtgens. Sie studierte Kunst in Dorpat und Dresden. 1914 wurde sie Lernschwester im Diakonissenhaus in Riga. Wegen ihrer Tagebuchaufzeichnungen wurde sie im Ersten Weltkrieg verhaftet, zum Tode verurteilt und nach 5 Monaten Gefängnisaufenthalt begnadigt und in den Ural verbannt. Sie heiratete 1916 in Orenburg den österreichisch-ungarischen Zivilinternierten Karl Hubatius Ritter von Kottnow, sie hatten einen Sohn. Nach der Oktoberrevolution gelang ihnen die Flucht. In Österreich verloren sie 1919 mit dem Adelsaufhebungsgesetz die Namensprivilegien. Sie lebten die nächsten zwanzig Jahre zunächst in Norddeutschland und dann auf einem Gutshof des Mannes in Wies bei Altenmarkt in Oberbayern.  Ab 1941 bewirtschaftete sie ein Gut in Bachoschewo, Gemeinde Lipno im vom Deutschen Reich annektierten Reichsgau Danzig-Westpreußen. 
Von Hubatius-Himmelstjerna betätigte sich als Journalistin und Schriftstellerin. Ihre vor 1945 verfassten Texte sind teilweise der NS-Tendenzliteratur zuzurechnen.
Hubatius war eine noch in den 1960er Jahren von revisionistischen Verbänden und konservativen Landesregierungen hochgeehrte Autorin. 
Nach Kriegsende 1945 lebte sie zuerst in München, von 1946 bis 1951 auf dem Rittergut Patthorst und dann in Halle (Westfalen). 1955 zog sie nach Eßlingen am Neckar. 
Sie schrieb vornehmlich Jugendbücher, die zum Teil autobiografischen Charakter haben, und Lebensbilder unter anderem von Katharina I. von Russland, Annette von Droste-Hülshoff, der Tänzerin Anna Pawlowa und der Forscherin Margarethe von Wrangell.
Von Hubatius-Himmelstjerna war Vorstandsmitglied und Mitglied des Beirates der Carl-Schirren-Gesellschaft. Ausgezeichnet wurde sie 1953 mit dem Ostdeutschen Jugendbuchpreis der Ostdeutschen Künstlergilde Eßlingen und 1964 mit der Ehrengabe des baden-württembergischen Ministerpräsidenten.

## Einzelnachweis
1. ↑  Ein eindeutiger Beleg ist ihr "Hitler-Gebet" von 1939, in dem auf blasphemische Weise Hitler als Lichtgestalt und als von Gott gesandter Retter Deutschlands hingestellt wird: Abbildung des im Focke-Museum Bremen ausgestellten Exemplars

## Werke
- Von alter deutscher Treue : Baltengesänge. Hamburg : Trümpler, 1921
- Das Tagebuch der Baltin : das abenteuerliche Schicksal einer deutschen Frau. Zeichnungen Ursula Kluth. Köln : Volker, 1935
- Helga, ein Mädel mit Charakter. Leipzig : Payne, 1937
- Juliane: Der seltsame Roman einer Kurländerin. Köln : Volker, 1938
- Die baltischen Brüder. Reutlingen : Enßlin & Laiblin, 1938
- Nehamed, der Jäger. Bielefeld : Bechauf, 1949
- Fröhlicher Abschied: Erzählung für Jungen und Mädchen. Reutlingen : Ensslin & Laiblin, 1949
- Die junge Droste. Reutlingen : Ensslin & Laiblin, 1952 (Annette von Droste-Hülshoff)
- Schlussakkord in der Steppe. Gütersloh : Rufer, 1954
- Flucht in den Ural : Ein Mädchen bei den Baschkiren. Reutlingen : Ensslin & Laiblin, 1954
- Der grosse Gegner. Gütersloh : Rufer, 1954
- Das Orenburger Tuch. Gütersloh : Rufer, 1955
- Daisy. Aus dem Leben einer großen Frau und Forscherin. Margarethe von Wrangell. Reutlingen : Ensslin & Laiblin, 1957
- Hochzeitsreise im Baschkirenland : Erlebnisse einer Baltin. Heilbronn : Salzer, 1958
- Das Lied vom schönen Freiersmann: Erzählung aus dem Baltenland. Heilbronn : Salzer, 1960
- Duschenka : Leibeigene und Zarin. Roman. Heilbronn : Salzer, 1961
- Anna Pawlowa : Der Lebensweg einer grossen Tänzerin. Reutlingen : Ensslin & Laiblin, 1962